# 神舟3号
神舟3号（Shenzhou 3、中国語:神舟三號）は、中華人民共和国の3番目の無人宇宙飛行ミッションである。2002年3月25日に酒泉衛星発射センターから打ち上げられた。人の居住スペースを搭載して打ち上げられ、宇宙で人が生活するのに必要なシステムを試験することを主目的とし、動悸、脈拍、呼吸、食事、代謝、排泄といった、人間の生理現象を模した機能を備えたダミーの人形が搭乗した。
デザインの変更により、打ち上げは数か月延期された。当初、神舟3号は新しい内装を備える予定だったが、問題が生じたため、以前のバージョンに戻された。ロケットと宇宙船は、2002年3月初めに同時に開催された第9回全国人民代表大会と第9回中国人民政治協商会議の第5セッションでお披露目された。
神舟3号は、ミッションの途中で2回軌道を変えたと考えられている。1回目は、3月29日10時15分（UTC）に船尾のロケットが8秒間点火され、330.2km×337.2kmの軌道に押し上げた。2回目は3月31日で、こちらも軌道が上昇した。神舟1号と神舟2号の軌道傾斜角が約42.59°だったのに対し、神舟3号はそれよりわずかに小さな42.40°の軌道をとった。
ミッションでは、44個の実験が行われた。その中には、分光器の撮影、雲の測定、放射性の測定、紫外線の観測、太陽定数の測定、大気の構成の分析、大気の密度の観測、結晶化炉の実験、タンパク質の結晶化、バイオリアクタ―の設置、微小重力の計測などが含まれていた。またビデオカメラが積み込まれ、宇宙船の窓を通して地球を撮影した。無線伝送システムの試験では、事前に録音された女性の声が伝送された。
神舟3号は軌道を107周し、大気圏再突入して安全に着陸した。神舟2号では着陸カプセルの写真は一切公開されなかったが、今回は公開され、着陸の成功が裏付けられた。また神舟2号と同様に、今後のミッションのため、軌道モジュールは軌道上に残された。神舟4号ではこの軌道モジュールがドッキングターゲットになったと推測されているが、公式には明らかになっていない。
神舟3号の打ち上げは、江沢民共産党総書記の立ち会いの元で行われ、党中央政治局の呉邦国、党中央書記処の曽慶紅、中央軍事委員会の于永波らも同席した。
神舟3号は、打ち上げ脱出システムを備えた長征2号によって初めて打ち上げられた。さらに、緊急の場合に手動で操作できるシステムも2系統供えられた。これは打ち上げの際にテストされたが、中国の当局は成功したかどうか認めていない。
打ち上げの翌日、中国中央電視台は軌道上の宇宙船の画家による想像図を放送した。興味を引いたのは、軌道モジュールの前面に7つの対数周期アンテナが備えられていたことである。これは300-1000MHzの範囲の周波数に対応したものだと考えられている。また、軌道モジュールが宇宙船から離れた後、軌道モジュールのアニメーションが公開され、3つのブームが前面から伸び、1つは左、1つは右、1つは前を向いている様子が描かれた。これは、一種のELINTではないかと推測されている。

## 参考
- “Shenzhou 3 On The Pad Awaiting Launch”. SpaceDaily. (2001年3月12日)
- “Shenzhou Design Changes Reason For Launch Delay”. SpaceDaily. (2001年3月13日)
- “China's President Attends Launch”. SpaceDaily. (2001年3月26日)
- “Shenzhou 3 Proceeds Smoothly Halfway Through Mission”. SpaceDaily. (2001年3月28日)
- “Voice Heard From China's Shenzhou 3”. Space.com. (2001年3月28日)
- “Shenzhou 3 Back On Earth Monday”. SpaceDaily. (2001年3月31日)
- “New Details Of Shenzhou And Its Launcher Revealed”. SpaceDaily. (2001年4月1日)
- “China's Shenzhou 3 Capsule Returns to Earth”. Space.com. (2001年4月1日)
- “Shenzhou 3 Module Reentry Wraps Up Long-Duration Mission”. SpaceDaily. (2001年11月25日)
- “The flight of Shenzhou 2”. 2005年7月21日閲覧。